# Gøtudanskt
Gøtudanskt of Gøtudansk is de Deense variëteit die gesproken wordt op de Faeröer. Het is geen dialect van het Deens, omdat het geen moedertaalsprekers heeft, maar een tweede taal voor veel inwoners van de Faeröer. 

## Oorsprong van het begrip
Er zijn twee verklaringen voor de benaming Gøtudansk:
1. de naam is afgeleid van de plaatsnaam Gøta op het eiland Eysturoy.
2. de naam is afgeleid van gøta, dat straat betekent in het Faeröers.

## Kenmerken
Gøtudanskt is gebaseerd op het Rijksdeens, maar het wordt uitgesproken met een Faeröerse uitspraak. Bijzonder aan het Gøtudansk is dat bij de uitspraak het Deense schrift heel nauwkeurig gevolgd wordt. Het verschil tussen uitspraak en schrift is dus veel kleiner dan bij het Rijksdeens.

## Voordelen
Ten opzichte van het Rijksdeens heeft het twee voordelen:
1. het Gøtudansk is voor Scandinaviërs veel makkelijker te verstaan dan het Deens. Hierdoor is het bijzonder geschikt als lingua franca binnen Scandinavië.
2. leerlingen op de Faeröer krijgen met behulp van het Gøtudansk de spelling van het Deens sneller onder de knie.